# アゴスティーノ・タッシ

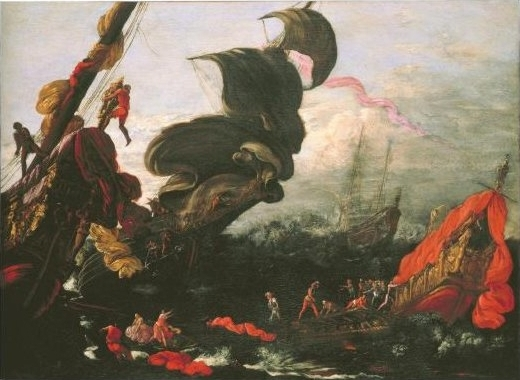
タッシ作『アイネーアースの艦隊』(Naufragio della flotta di Enea)、1627年。キャンバスに油彩。

アゴスティーノ・タッシ（Agostino Tassi、1578年 - 1644年）は、ペルージアに生まれローマで没したイタリアの画家で、もっぱら風景画や海景画を描いたが、今日では、アルテミジア・ジェンティレスキを強姦した男として最もよく知られている。

## 経歴
貴族の身分になりたいという思いが強かった彼は、自分の生い立ちなどの詳細を偽っていた。実際にはペルージア生まれであったが、ローマ生まれだと称していた。姓はボナミチ (Buonamici) であったが、タッシ侯爵の養子になったと称して、タッシと名乗った。実際の彼の父は、ドメニコ (Domenico) という名の毛皮職人であった。

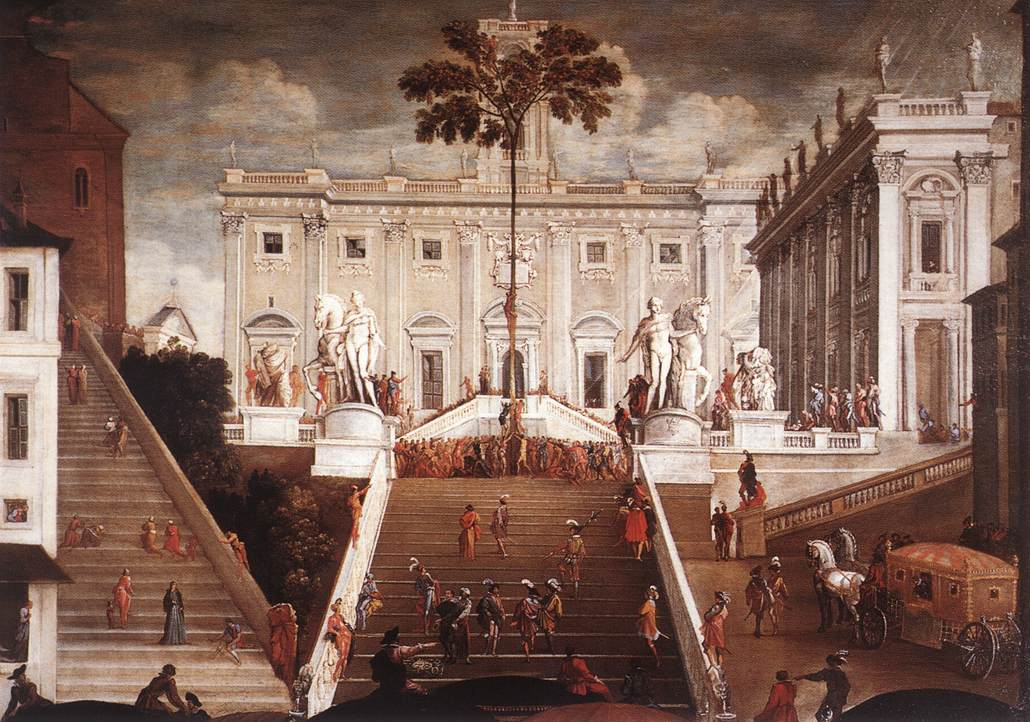
『カピトリヌスの丘への競走 (Competition on the Capitoline Hill)』1630年代。キャンバスに油彩。カピトリーノ美術館蔵。

もともとタッシは、リヴォルノやフィレンツェで働いていたようである。リヴォルノでの弟子の中には、ピエトロ・チャフェーリがいたと考えられている。フィレンツェにいた時期には、何らかの犯罪で有罪とされ、トスカーナ大公のガレー船の囚人漕手とされたと考えられている。しかし、タッシは、櫂を握ることなく、船内を自由に動き回ることが許されていた。さらに重要なことに、彼はガレー線の中で絵を描くこともできたので、この経験が後に海景画を描き、港や船や漁労の場面を描くのに役立つ材料を豊富にもたらすことになった。
タッシは、パウル・ブリルの下で芸術家としての修行したとされ、海の描き方の特徴の一部は、師ブリルから受け継いだものとされる。その後、ローマで、人物画に長けたオラツィオ・ジェンティレスキとともに、教皇パウルス5世の委嘱を受けて仕事をした。

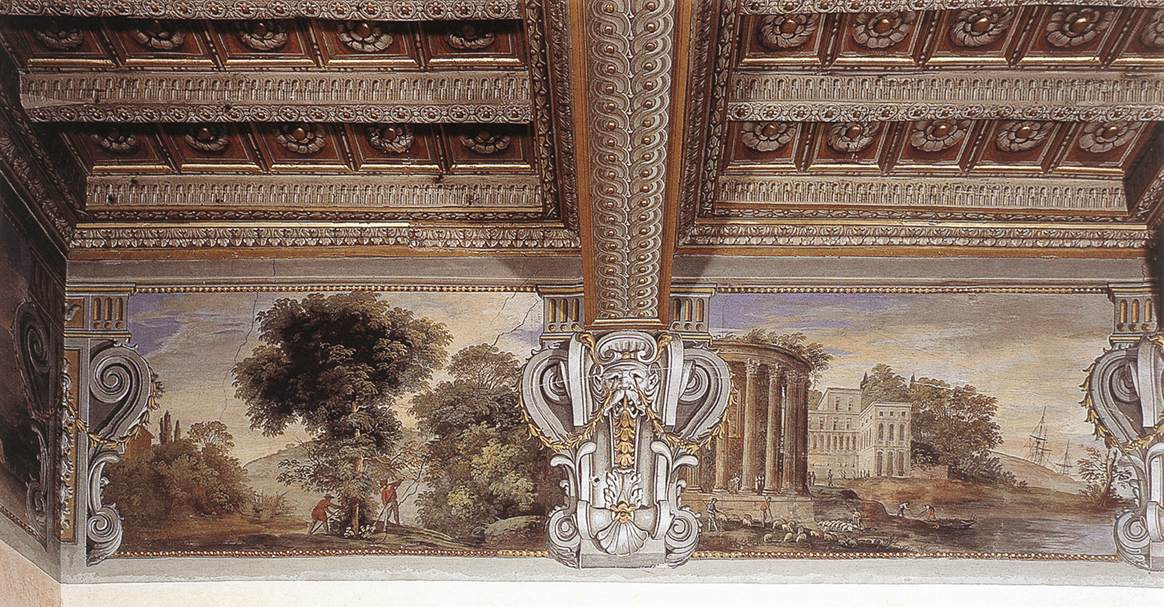
デトーレス・ランセロッティ宮殿の一部、天井近くに描かれた騙し絵の架空の風景画。ティヴォリのウェスタ神殿らしきものが描き込まれている。梁と天井は実際のものだが、柱頭は絵の一部である。

遠近法の大家にして、建築の装飾として描かれる騙し絵に秀でているとされていたタッシは、クイリナーレ宮殿（1611年 - 1612年）、ドーリア・パンフィーリ宮殿（1637年、ロスピリオージ宮殿、後のドーリア・パンフィーリ美術館）など、ローマのいくつもの宮殿（パラッツォ）に作品を残した。
ローマでは、1625年4月以降、フランスの画家クロード・ロランを弟子にしていた。タッシは、雇い入れたロランに、絵の具の調合や家事一切をやらせていた。
タッシは、もっぱらフレスコ壁画によって知られていたが、キャンバス画も描いており、『Arrival of the Queen of Sheba before Solomon』（1610年ころ）や『Entry of Taddeo Barberini from the Porta del Popolo』（1632年）が伝えられている。タッシによる夜景の描写は、オランダのレオナールト・ブラーメルにも影響を与えた。

## 強姦罪での有罪判決
1612年、タッシは、オラツィオ・ジェンティレスキの娘で、自身も才能ある画家であったアルテミジア・ジェンティレスキを強姦したとして有罪判決を受けた。タッシは、当初は嫌疑を否定し、「私は、このアルテミジアと肉体関係をもったことは一度もないし、そのような関係を迫ったこともない ... アルテミジアの家で彼女と二人きりになったこともない」などと主張した。後には、彼女の名誉を守るために、彼女の家へ出向いたとも主張した。タッシには前科があり、それ以前にも義理の妹のひとりと、元妻のひとりに対する強姦で訴えられていた。当時のタッシの妻は行方不明となっており、タッシがごろつきを雇って殺させたのだと思われていた。
7ヶ月に及んだ強姦罪での裁判の中で、タッシが妻の殺害を計画していたこと、義妹と近親相姦していたこと、オラツィオの絵画作品の窃取を計画していたことが明らかになった。裁判の結果、タッシは2年間投獄されることとなった。その後、この判決は破棄されて、タッシは1613年に自由の身となった。この裁判は、後に20世紀後半になってから、フェミニズムの立場からのアルテミジア・ジェンティレスキの再評価に影響を与えた。

## 大衆文化の中で
アニエス・メルレ監督、ヴァレンティナ・チェルヴィ主演の1997年の映画『アルテミシア (Artemisia)』では、セルビアの俳優ミキ・マノイロヴィッチがタッシ役を演じた。この映画では、広く受け入れられている史実とは異なり、タッシとアルテミジアの関係を、相思相愛の情熱的なものとして描いている。

## おもな作品
- Stormy Seascape with Jonah and the Whale - ウェイバックマシン（2005年2月5日アーカイブ分）
- The Embarkation of a Queen - ウェイバックマシン（2005年3月13日アーカイブ分）
- Landscape with Tobias and the Angel - ウェイバックマシン（2005年12月20日アーカイブ分）